# Klinikum am Europakanal
Das Klinikum am Europakanal ist ein Krankenhaus in der Straße Am Europakanal 71 in Erlangen. 
Träger sind seit 2005 die Bezirkskliniken Mittelfranken.

## Geschichte der Vorgängereinrichtungen
Der Grundstein wurde 1836 an der Schwabach gelegt. Das Haus wurde 1846 als Kreisirrenanstalt Erlangen gegründet. Es war das erste Krankenhaus für psychisch Kranke in Bayern. Die Eröffnung fand am 1. August 1846 statt. Direktor war Karl August von Solbrig (1809–1872). 1861 wurde er Direktor der Kreisirrenanstalt München. Von 1860 bis 1887 war Friedrich Wilhelm Hagen junior der Direktor, 1888 bis 1896 Anton Bumm, 1897 bis 1911 August Würschmidt.
Aus einem Teil des Krankenhauses wurde mit Wirkung vom 1. Oktober 1903 die Psychiatrische Universitätsklinik Erlangen.
Ab etwa 1910 wurde die Einrichtung Heil- und Pflegeanstalt genannt.
Von 1911 bis  1934 war Gustav Kolb Leiter der Einrichtung.

### Zeit des Nationalsozialismus
1936 verfügte man über 1034 Planbetten.
Im Rahmen der Aktion T4 wurden mit sieben Transporten vom 1. November 1940, 5. November 1940, 22. November 1940, 21. Januar 1941, 25. März 1941, 1. April 1941 und 24. Juni 1941 insgesamt 981 Patienten aus der Heil- und Pflegeanstalt Erlangen in Tötungsanstalten verlegt. Für einige dieser Patienten diente Erlangen als Zwischenstation. Die ersten beiden Transporte führten zur Tötungsanstalt Pirna-Sonnenstein, die weiteren fünf Transporte zur Tötungsanstalt Hartheim. Zu den Diagnosen für die Patienten zählten Schizophrenie, Schwachsinn und Epilepsie.
Der Direktor war Wilhelm Einsle, sein Stellvertreter war zunächst Hubert Schuch und später Heinrich Müller.
In der Anstalt selbst starben zwischen 1942 und 1945 insgesamt 1501 Menschen.

## Einrichtung
1977 wurde der Neubau am heutigen Standort bezogen und das Krankenhaus erhielt seinen heutigen Namen. 
Zum Haus zählen Abteilungen für Psychiatrie, Sucht, Psychotherapie und Psychosomatik (401 Betten), ein Zentrum für Neurologie und Neurologische Rehabilitation (135 Betten) und eine Klinik für forensische Psychiatrie (100 Betten).